# KF Fjarðabyggðar
Le Knattspyrnufélag Fjarðabyggðar est un club islandais de football basé à Eskifjordur sur la cote est de l'Islande. C'est le club de la récente municipalité de Fjarðabyggð (1998) regroupant des fjords de l'est islandais.

## Historique
- 1998 : fondation du club

## Palmarès
- Championnat d'Islande de D3 (2. deild karla)
  - Champion : 2006, 2014

- Championnat d'Islande de D4 (3. deild karla)
  - Champion : 2013